# Перкопсообразные

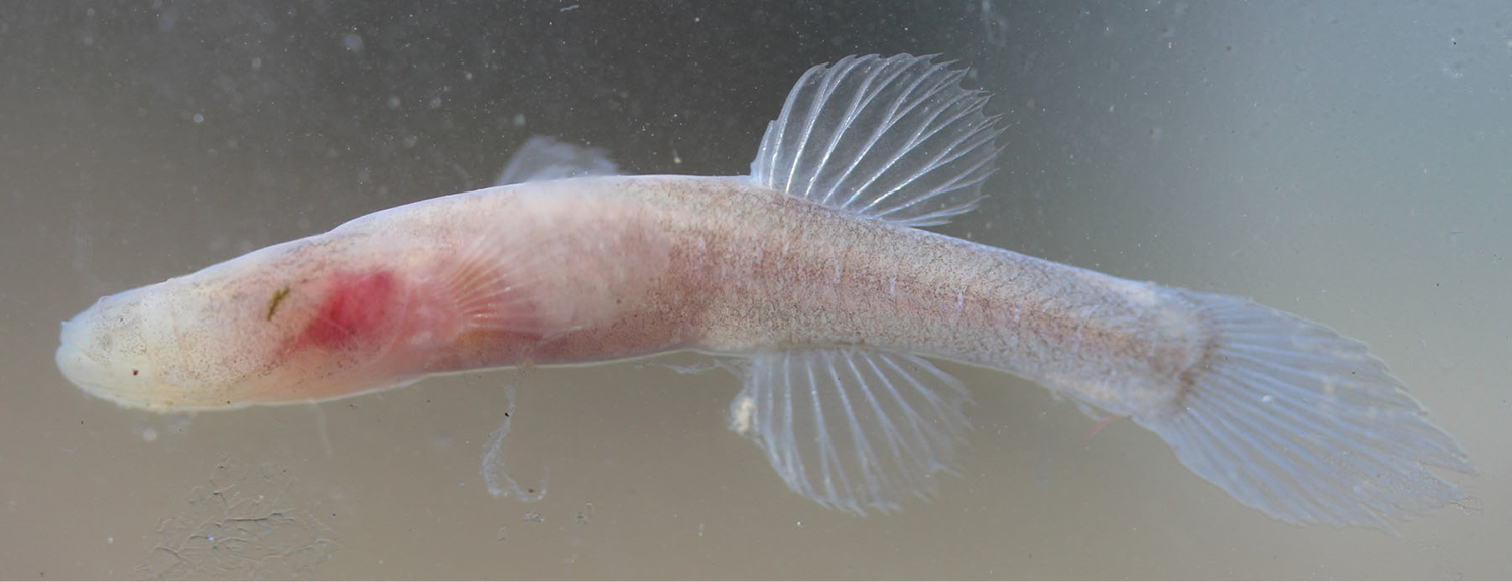
Typhlichthys subterraneus

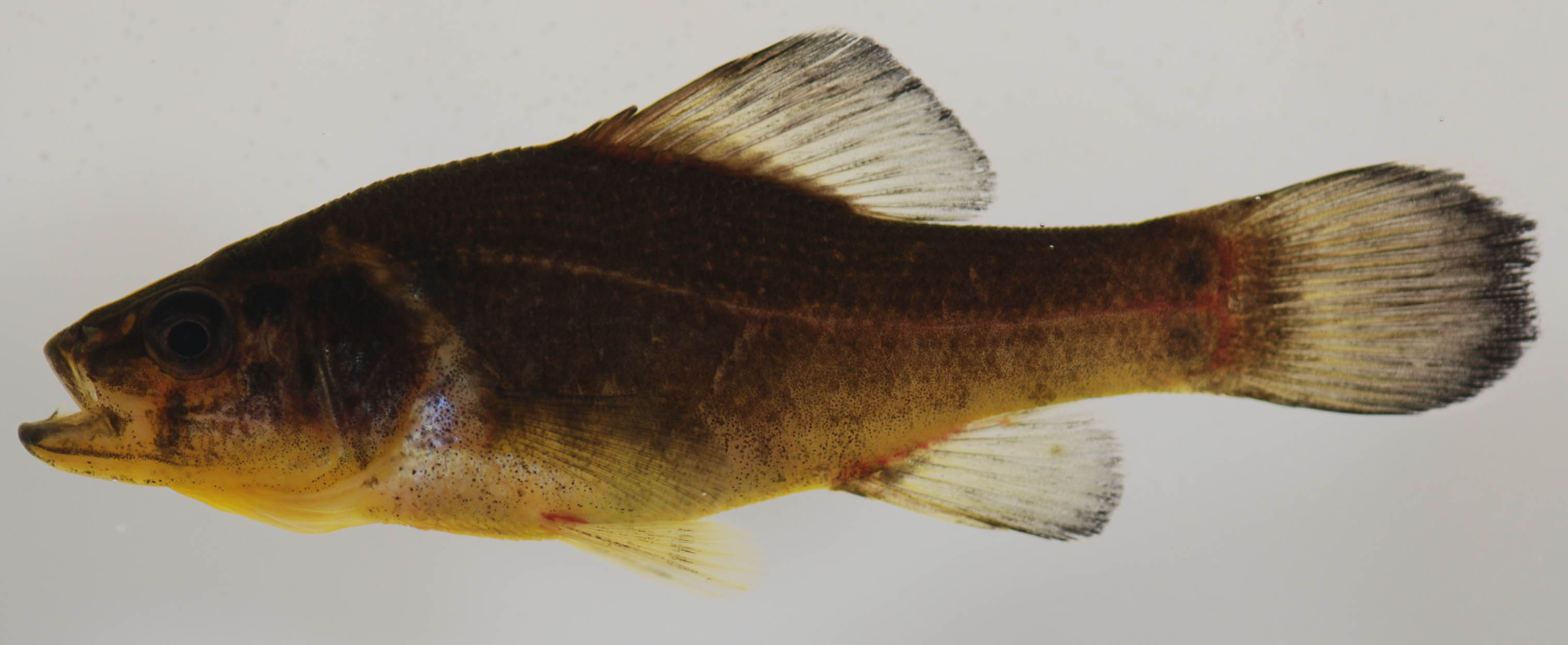
Пират-окунь

Перкопсообразные, или лососеокунеобразные (лат. Percopsiformes), — очень маленький отряд лучепёрых рыб из надотряда Paracanthopterygii. В состав отряда входит всего 11 видов.

## Описание
Все представители отряда — пресноводные мелкие рыбы, длиной до 5—20 см. Эндемики Северной Америки, встречаются только в США и Канаде.

## Классификация
В отряд перкопсообразных включают 3 современных семейства, 8 родов и 11 видов:
- Percopsidae — Перкопсовые, или лососеокунёвые[1]. Семейство содержит 1 современный род и 2 вида.
- Aphredoderidae — Афредодеровые, или пиратоокунёвые. Монотипическое семейство с 1 родом и 1 видом.
- Amblyopsidae — Амблиопсовые, или слепоглазковые. В составе семейства выделяют 6 родов и 8 видов. Большинство видов обитают в карстовых пещерах. Четыре вида слепые.

### Палеонтология
В палеоцене — эоцене семейство перкопсовых также было представлено 4 ныне вымершими родами: Amphiplaga, Erismatopterus, Lateopisciculus, Massamorichthys. Ещё один эоценовый род, Libotonius, либо относят к этому семейству, либо выделяют в отдельное семейство † Libotoniidae.
В отряд включают вымершее семейство Mcconichthyidae с палеоценовым видом Mcconichthys longipinnis.